# Bairisch Kölldorf
Bairisch Kölldorf è una frazione di 988 abitanti del comune austriaco di Bad Gleichenberg, nel distretto di Südoststeiermark, in Stiria. Già comune autonomo, il 1º gennaio 2015 è stato aggregato a Bad Gleichenberg assieme agli altri comuni soppressi di Merkendorf e Trautmannsdorf in Oststeiermark.